# El canto del héroe

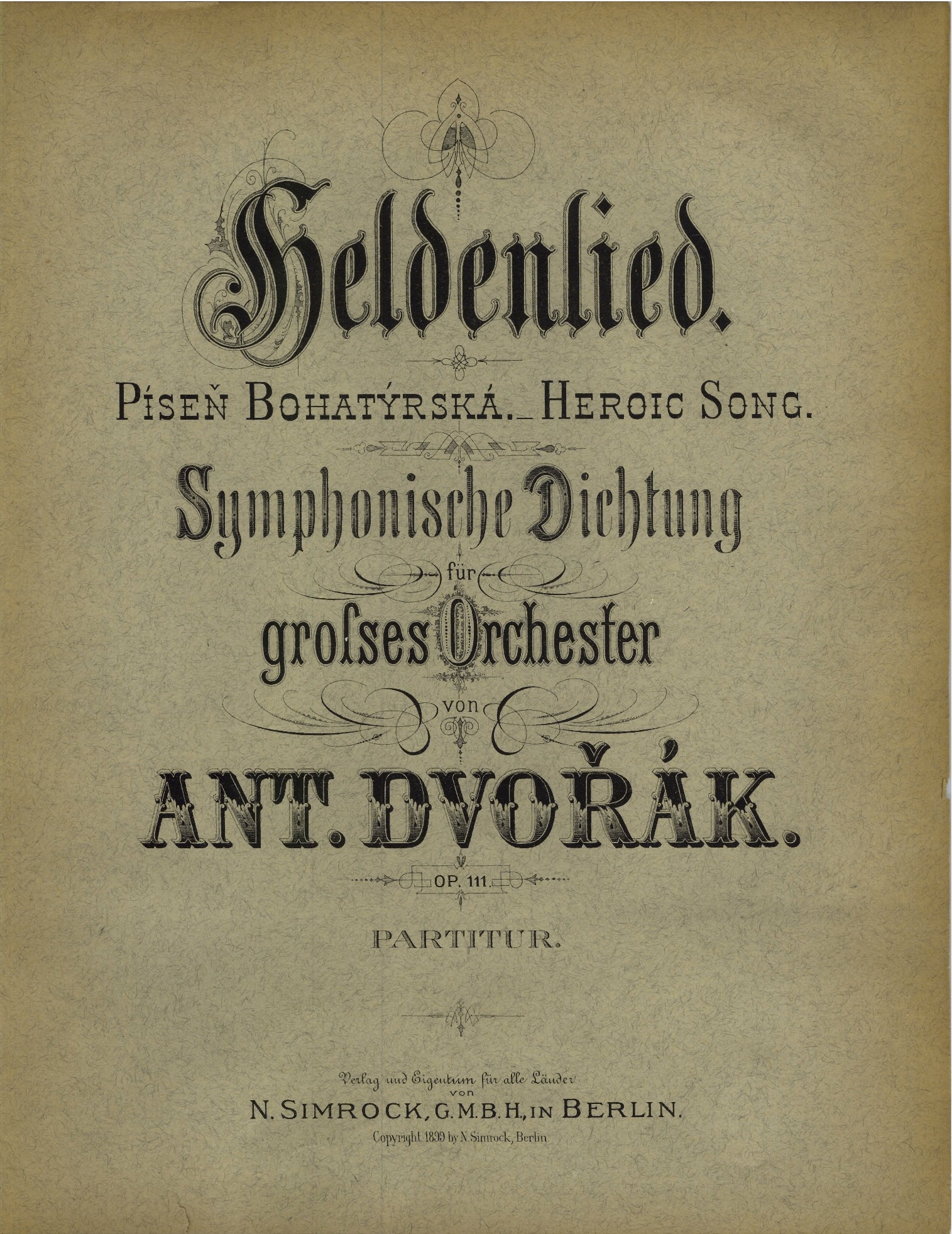
Portada de la primera edición de El canto del héroe, publicada en 1899.

El canto del héroe (en checo: Píseň bohatýrská), Op. 111, B. 199, también llamada Canción heroica para orquesta, es un poema sinfónico para orquesta compuesto por Antonín Dvořák entre el 4 y 25 de octubre de 1897. Se estrenó en Viena el 4 de diciembre de 1898, con la Filarmónica de Viena bajo la dirección de Gustav Mahler, y su publicación tuvo lugar en Berlín en 1899. A diferencia de otros poemas sinfónicos de Dvořák, esta obra no está basada en un texto específico, y pudo haber sido compuesta con la intención de ser autobiográfica. La pieza es en su mayor parte energética y triunfante, pero incluye una sección lenta que contiene una marcha fúnebre. Tiene una duración aproximada de veintidós minutos.

## Instrumentación
El poema sinfónico está orquestado para dos flautas, dos oboes, dos clarinetes, dos fagotes, cuatro trompas, dos trompetas, tres trombones, una tuba, timbales, bombo, platillos, triángulo y cuerdas. La instrumentación de la obra es importante, ya que carece de arpa, percusión inusual e  instrumentos de viento distintos de los habituales. Así, es una orquesta simplificada si se compara con otras obras orquestales del compositor. Esto se debe a que la pieza no intenta transmitir una historia, sino que simplemente retrata el contraste de dos estados de ánimo: la desesperación (durante la sección lacrimosa) y el triunfo.

## Historia

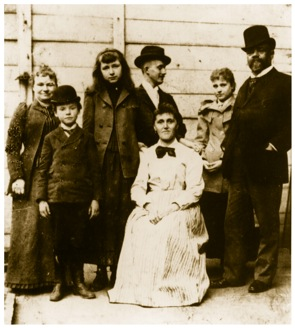
Antonín Dvořák (a la derecha) con sus amigos y familia en Nueva York en 1893, cuatro años antes de que compusiera El canto del héroe.

El canto del héroe fue la última obra orquestal de Dvořák y el último de sus cinco poemas sinfónicos, siendo los otros El duende de las aguas, La bruja del mediodía, La rueca de oro, y La paloma del bosque (Opp. 107-110). Constituye también el último ejemplo de composición puramente instrumental, ya que se dedicó a las obras vocales y líricas tras su finalización. Comenzó a trabajar en la pieza el 4 de agosto de 1897, inmediatamente después de revisar el tercer acto de su ópera El jacobino. La obra se terminó en tres meses, tiempo durante el cual Dvořák vivió en su residencia de verano en su ciudad natal de Příbram, mientras pasaba un tiempo en su castillo de su mecenas Josef Hlávka en Lužany. Terminó de componer El canto del héroe el 25 de octubre del mismo año, y se publicó en 1899 por Fritz Simrock en Berlín. El poema sinfónico, coincidentemente, se anticipa a un poema sinfónico similar de Richard Strauss, Una vida de héroe (Ein Heldenleben), que fue compuesta un año más tarde. De hecho, Dvořák tenía previsto titular a su pieza Una vida de héroe, un nombre que le sugirió su alumno Vítězslav Novák.
El estreno de la obra tuvo lugar el 4 de diciembre de 1898 por la Orquesta Filarmónica de Viena bajo la dirección de Gustav Mahler, un amigo y defensor de Dvořák. Mahler escribió a Dvořák antes del estreno, «acabo de recibir tu segunda obra El canto del héroe y, al igual que la primera [refiriéndose a La paloma del bosque], estoy encantado con ella». Dvořák estuvo presente en el estreno y había planeado dirigirla con la Orquesta Filarmónica de Berlín, el 14 de noviembre de 1899, pero canceló sus planes debido a una repentina crisis nerviosa. En palabras de Dvořák, «estaba tan indispuesto que tuve que marcharme de Berlín con mi esposa sin siquiera ver a Simrock». La pieza se había interpretado el día anterior, bajo la batuta de Arthur Nikisch. La obra fue un éxito considerable tanto por parte del público como de la crítica. La primera interpretación en tierras checas tuvo lugar en Praga por la Filarmónica Checa el 28 de enero de 1899, bajo la dirección de Oskar Nedbal. También se interpretó en Londres, Hamburgo, Boston y Leipzig, en octubre y noviembre de 1899. Dvořák pudo finalmente dirigir personalmente la pieza en Budapest en diciembre de ese año. Le escribió sobre el concierto a su amigo Alois Gobl lo siguiente:

Me alegró tanto que el público como los críticos de Budapest me recibieran con tanto fervor. Después del primer tema del programa, El canto del héroe, los aplausos continuaron durante tanto tiempo que tuve que ir a saludar varias veces, y luego me regalaron una gran corona de flores húngaras con sus colores nacionales.

A pesar de sus incuestionables cualidades y del tremendo éxito de su estreno, El canto del héroe nunca llegó a formar parte del repertorio y, contando algunas excepciones, sigue siendo una de las grandes olvidadas por parte de las compañías discográficas.

## Contenido
Dvořák a menudo adaptaba el folclore bohemio para sus composiciones, y sus anteriores cuatro poemas sinfónicos estaban basados en poemas del poeta checo Karel Jaromír Erben, especialmente su colección de baladas Kytice. El canto del héroe se separó de este patrón de obras programáticas sinfónicas, ya que Dvořák no especificó un texto que lo acompañe, y apenas esbozó su trama en una carta posterior. Se ha propuesto que la falta de un programa fijo ha sido la causa de su relativo abandono en comparación con otras de sus obras sinfónicas. También se ha sugerido que la obra estaba destinada a ser autobiográfica, un enfoque inusual en Dvořák. Se trata del único poema sinfónico que persigue la visión idealizada del género de Franz Liszt, ya que las otras cuatro obras están basadas en temas misteriosos no apropiados según la concepción lisztiana.
El canto del héroe se estructura musicalmente como una sinfonía en cuatro movimientos. Los movimientos individuales no están separados, sino que fluyen uno detrás de otro. Comienza con un allegro con fuoco, pasando a un lento poco adagio lacrimosa, a continuación, incluyendo un scherzo y concluyendo con una coda. La pieza está basada en un corto pero enérgico tema en si bemol menor tocado por las violas, violonchelos y contrabajos al inicio de la pieza.
Este tema aparece bajo diversas formas a lo largo de la primera sección. Después de esto, una sección lenta presenta una música tranquila que simboliza la pena del héroe. Se incluye una marcha fúnebre, una forma musical que Dvořák también utiliza en su Réquiem, en su Stabat Mater y en el Quinteto con piano n.º 2. El héroe se recupera de su dolor y el estado de ánimo de la música poco a poco se ilumina y modula a si bemol mayor, dando paso a un scherzo con toques de danza. Finalmente, el triunfo del héroe está representado por una coda victoriosa. La pieza tiene un tiempo de ejecución de aproximadamente 22 minutos.
Aunque es mucho menos popular que otros poemas sinfónicos de Dvořák, El canto del héroe ha sido descrito como un «desinhibida efusión de energía alegre» y «musicalmente tan rico como sus hermanos escritos un año antes», mientras que su sección lacrimosa está «llena de tristeza y nostalgia». Su personaje ha sido descrito como «una variación del estilo de Beethoven» y se aprecia una ligera influencia de Mahler en la marcha fúnebre, y el final ha sido comparado con la música patriótica de Edward Elgar.